# Simulazione finanziaria
La simulazione finanziaria (in lingua inglese: Mathematical Trading Simulator, in acronimo MTS) indica le azioni volte a migliorare l'attività di gestione del piano finanziario personale principalmente per affrontare e minimizzare il rischio da parte degli investitori (detti anche trader). La simulazione avviene tramite l'utilizzo di specifici software calcolatori progettati per supportare l'utente durante l'attività decisionale da attuare in base all'idea di investimento. Nello specifico il simulatore matematico finanziario prende in carico tutta l'attività manageriale prevedendo lo sviluppo di tutte le criticità riscontrate in relazione al capitale investito dando una visione economico/predittiva a lungo termine. ("Gli investitori richiedono un maggior rendimento a fronte di una maggiore rischiosità").

## Definizione sul tipo di simulatori
- Simulatori trading di valutazione
- Simulatori trading di apprendimento

### Simulatori di valutazione
Sono semplicemente dei conti demo digitali offerti dai broker/società/banche per acquisire confidenza con l’attività di trading online e consentono, attraverso l’attivazione di un account, l’utilizzo della piattaforma di trading con denaro virtuale quindi dedicati esclusivamente all’esercizio cognitivo/funzionale attraverso la simulazione di transazioni finanziarie dimostrative con lo scopo di capirne il funzionamento valutandone il servizio a livello operativo.

### Simulatori di apprendimento
Sono software didattici per un livello di esperienza più formativo e tecnico. In sostanza sono simulatori a concetto matematico e scientifico che svolgono letteralmente la funzione di calcolatori statistico/predittivi per la gestione, in anteprima, dell’investimento dove lo scopo è quello di formare l'investitore privato o il trader/operatore professionista.
In sintesi, questi software svolgono principalmente l’attività di valutazione e/o apprendimento in funzione delle proprie capacità e/o esigenze dove vengono identificate sensibilmente le problematiche che si potrebbero incontrare durante la fase di test e studio dei mercati finanziari.

## Tipologie di analisi
In borsa esistono tre metodi utilizzati dagli operatori per entrare sui diversi mercati, essi sono:
- Analisi fondamentale: cerca di determinare il valore di uno strumento finanziario analizzando ogni cosa, come il bilancio di una società se si fa trading in azioni, o aspettative sul tasso d'interesse quando si fa trading su valute. Tutto questo viene fatto per capire se un particolare strumento finanziario è sopra o sotto stimato.
- Analisi tecnica: studia il movimento del mercato tramite l’uso sistematico di grafici allo scopo di prevedere le tendenze future dei prezzi.
- Analisi matematica: identifica le criticità riscontrabili attraverso simulazioni virtuali sulle posizioni in relazione al capitale investito. Questo tipo di analisi viene eseguita per ridurre il rischio finanziario massimizzando i Take Profit (TP) ed è stata adottata e sviluppata nel tempo, con l’introduzione sui mercati dei CFD (contratti per differenza) prodotti finanziari con sottostanti altamente speculativi e ad alto rischio vista la loro specificità.

In lingua inglese, questi simulatori, vengono identificati anche come: CFD Trading Manager e sono lo strumento/software più utilizzato da consulenti finanziari e traders professionisti specializzati in questa tipologia di investimenti. Questa attività fa parte della disciplina dell'ingegneria finanziaria.
“La simulazione trading matematica (MTS) è la forma più potente per l’analisi tecnica e logaritmica dei titoli finanziari"

## Metodo di utilizzo
Il CFD Trading Manager calcola le variabili dei sottostanti, sul singolo titolo, incrociando i dati sul prezzo iniziale di apertura (acquisto e/o vendita) e la quotazione corrente di mercato simulando, successivamente, un prezzo ipotetico (al rialzo o ribasso) della posizione al verificarsi di scostamenti/oscillazioni che potrebbe subire al verificarsi di determinati eventi difficilmente prevedibili e calcolabili.
In questo modo la simulazione permette, al trader/investitore, di verificare la reale dimensione che il capitale impegnato potrebbe raggiungere identificando le maggiori criticità sulla sostenibilità/redditività dell’investimento intrapreso. Dunque, l’obiettivo di un sistema di trading matematico è quello di aumentare le probabilità di chiudere un determinato periodo di tempo con perfomance maggiori di zero.

## Statistiche
In questa tabella viene riportata una lista dei principali broker online e relative percentuali sui rischi finanziari che colpiscono i conti attivi legati al trading con i CFD.
La media dei conti in negativo è del 75.72 mentre la media dei positivi è del 24.28

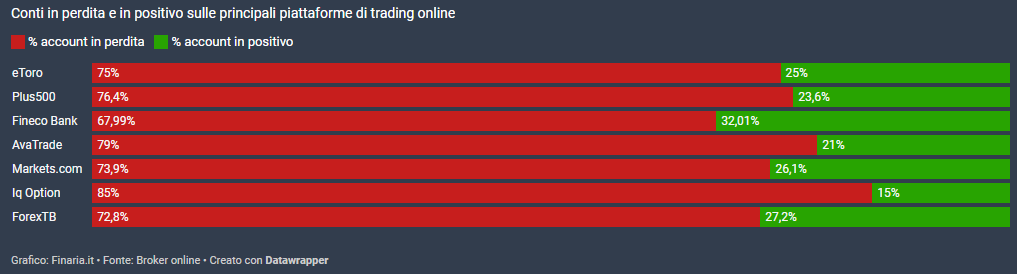

### Calcolo del valore di una rendita finanziaria

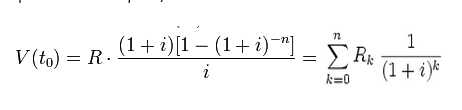

### Equazione per calcolare profitti/perdite da una posizione corta

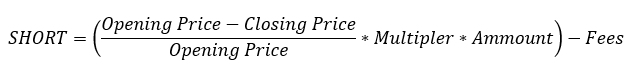

### Equazione per calcolare profitti/perdite da una posizione lunga

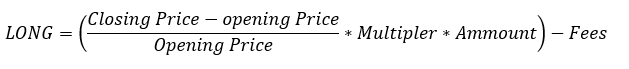